# Neoclytus vitellinus
Neoclytus vitellinus är en skalbaggsart som beskrevs av Martins och Maria Helena M. Galileo 2008. Neoclytus vitellinus ingår i släktet Neoclytus och familjen långhorningar.
Artens utbredningsområde är Costa Rica. Inga underarter finns listade i Catalogue of Life.